# Éloi Meulenberg
Éloi Meulenberg (ur. 22 września 1912 w Jumet, zm. 26 lutego 1989 tamże) – belgijski kolarz szosowy, złoty medalista mistrzostw świata.

## Kariera
Największy sukces w karierze Éloi Meulenberg osiągnął w 1937 roku, kiedy zdobył złoty medal w wyścigu ze startu wspólnego podczas mistrzostw świata w Kopenhadze. W zawodach tych wyprzedził bezpośrednio Emila Kijewskiego z III Rzeszy oraz Szwajcara Paula Egliego. Był to jednak jedyny medal wywalczony przez niego na międzynarodowej imprezie tej rangi. Ponadto był między innymi pierwszy w Grand Prix de Fourmies i drugi w Ronde van Vlaanderen w 1935 roku, pierwszy w wyścigu Paryż-Bruksela i trzeci w Circuit de Paris w 1936 roku, pierwszy w Liège-Bastogne-Liège w 1937 roku, w 1943 roku wygrał Grote Scheldeprijs, a dwa lata później był najlepszy w Ronde van Limburg. Kilkakrotnie startował w Tour de France, wygrywając łącznie dziewięć etapów. W klasyfikacji generalnej najlepszy wynik osiągnął w 1936 roku, kiedy zajął 34. miejsce. Nigdy nie wystąpił na igrzyskach olimpijskich. Jako zawodowiec startował w latach 1934–1950.

## Najważniejsze zwycięstwa
- 1935 – GP Fourmies
- 1936 – Paryż-Bruksela, dwa etapy w Tour de France
- 1937 – mistrzostwo świata ze startu wspólnego, Liège-Bastogne-Liège, cztery etapy w Tour de France
- 1938 – trzy etapy w Tour de France
- 1943 – Grote Scheldeprijs